# Antarctosaurus jaxarticus
Antarctosaurus jaxarticus (gr. "reptil del sur del río Jaxartes") es una especie dudosa del género fósil Antarctosaurus de dinosaurio saurópodo titanosauriano, que vivió a finales del período Cretácico, hace aproximadamente entre 88 y 78 millones de años, en el Campaniense, en lo que es hoy Asia. Conocido por un único fémur encontrado en Kazajistán por Anatoly Riabinin en 1939.  Es colocado como nomen dubium hoy, pero casi con certeza no es una especie del suramericano Antarctosaurus. Los restos fósiles datan de entre 93,5 y 83,5 millones años atrás. A. jaxarticus se conoce por un solo fémur que se informó brevemente que se asemeja a un fémur atribuido a Jainosaurus, entonces llamado "Antarctosaurus" septentrionalis. La paleontóloga Teresa Maryańska señaló que, aunque se nombró a A. jaxarticus, no se describió ni diagnosticó adecuadamente. El fémur posiblemente pertenece al clado de titanosauriano litostrotio.